# Amydria
Amydria là một chi bướm đêm thuộc họ Acrolophidae.